# 营山县
营山县在中国四川省东北部，地处四川盆地东北部，隶属四川省南充市，是南充的东大门和交通次枢纽，与蓬安、仪陇、平昌、渠县四县接壤，有着东出达州通湖北，南向广安达重庆，西至南充进成都，北上巴中望秦川的地理位置。自唐至今已有1400余年置县历史，全县国土总面积1635平方千米，辖1个街道办，53个乡镇。全县总人口97万，县城常住人口23.8万，政府驻地绥安街道。
营山县是成渝南三角经济区的重要支点和成渝城市群重要节点，是南充、广安、达州、巴中四个地级城市经济辐射的腹心重镇，是南充确立率先建成大城市的三个县市之一，是南充融入重庆发展的桥头堡。营山火车站客流量位居全国县级站第七位。一铁路四高速、一国道四省道、一环线五通道的交通骨架。2016年，营山县全年实现GDP153亿元，地方财政一般预算收入6.09亿元。
2013年，成为中国西南地区首个开行始发动车的县级城市。2016年，成为中国西部地区首个建成一环路的县级城市。2005-2012年，连续7年获得中国最具投资潜力中小城市百强县称号。是全国科技工作先进县、全国粮食生产先进县、全国公立医院改革试点县、国家珍贵树种培育示范县、省级卫生县城、省级环境优美示范县、社会治安综合治理模范县、四川省绿化模范县、四川省县域经济发展先进县、四川省扩权强县试点县。
据万历本《重修营山县志》，本县因「四山环绕，如营垒之状」，故名营山。

## 历史
周朝属巴国，秦朝属巴郡，汉朝属巴西郡宕渠县；南朝梁置安固县；唐武德四年（621年）置朗池县，北宋大中祥符五年（1012年）改为营山县。

## 行政区划
营山县下辖3个街道办事处、18个镇、8个乡：
绥安街道、朗池街道、城南街道、渌井镇、东升镇、骆市镇、黄渡镇、小桥镇、灵鹫镇、老林镇、木垭镇、消水镇、双流镇、绿水镇、蓼叶镇、新店镇、回龙镇、星火镇、西桥镇、望龙湖镇、青山镇、木顶乡、明德乡、太蓬乡、柏林乡、悦中乡、大庙乡、安化乡和清水乡。

## 地理

### 位置
位于四川盆地东北，地处嘉陵江与渠江流域之间。东南与渠县接壤，西南与蓬安县相邻，北与仪陇县相依，东北与平昌县相连。全县面积1633平方千米。

### 地形
地势北高南低，略向东倾斜，从北到南依次为低山丘陵、浅丘带坝地。带状平坝横贯东西，最高海拔889米。

### 水系
主要河流有流江河及其支流仪陇河、消水河，建有中型水库1座幸福水库，小型水库有凉水井水库、茶盘水库等。

### 气候
营山位于中亚热带湿润季风气候区，年平均气温17.3℃，常年无霜期301天，年平均降水1085毫米，年平均日照1409小时。

## 交通
营山县地处四川盆地东北部，是南充的东大门和交通次枢纽，起着重要的交通联络作用。五条公路连接蓬安县，渠县，仪陇县，广安市，达州市。S204省道穿过营山，使得营山东可达达州，西可至成都。
过境高速：南大梁高速公路、巴南广高速公路、营达高速公路、营仪阆高速公路。
- 达成铁路
- 204省道
- 营渠、营蓬、营仪3条主要出境公路[4]

## 人口
截至2020年11月1日零时，营山县常住人口62万人　
营山县人口以汉族为主，2000年少数民族人口达570人，主要有蒙古族、回族、藏族、维吾尔族、苗族、彝族、壮族、布依族、朝鲜族、满族、白族、土家族、哈尼族、傣族、佤族、高山族、拉祜族、水族、仫佬族、羌族、布朗族、仡佬族。

## 经济
2016年，营山县全年实现GDP153亿元，地方财政一般预算收入6.09亿元。

## 教育
2013年，营山县“两免一补”、农村义务教育学生营养改善计划等教育惠民政策全面落实，完成西干道九年一贯制学校规划，新改扩建中小学校舍3万平方米，考聘教师301人，高考本科上线1441人。
2013年，营山县城区共有中小学、幼儿园33所，其中：高中学校3所、 初级中学1所、纯小学3所、九年一贯制学校5所、民办学校1所、成建制公办幼儿园2所、附设及民办幼儿园18所；现有在校学生（含幼儿）44317人，其中：高中12789人、初中8054人、小学14420人、幼儿9384人（含民办2515人）；专任教师1731人，其中：高中476人、初中524人、小学486人、幼儿教师245人（含民办137人）。县城中小学、幼儿园占地总面积537.8亩，建筑面积22.64万平方米。城区学校共有省级示范高中1所，省艺术特色学校1所，市级示范学校7所。
营山县城区的主要学校有四川省营山中学校（营山中学）、四川省营山县第二中学（简称营山二中）、营山第三中学（营山职高）、化育中学、乡镇主要学校有营山小桥中学、营山双河中学。

### 农业
盛产水稻、玉米、红苕、生猪、蚕茧等农副产品。为全国山羊生产基地县之一。

### 矿产资源
已探明的矿产资源有盐卤、石油、天然气、石灰石硅沙岩、膨润土和菱铁矿。

## 风景名胜
- 太蓬山、太蓬山石窟
- 白塔
- 龙兴寺（龙兴寺正殿为四川省文物保护单位）
- 望龙湖
- 1933年8月，红九军主力占据营山。军部驻正东街县图书馆，政治部驻盐市街福音堂，并成立了营山县苏维埃政府。今存红九军政治部旧址。